# La Virginia
La Virginia is een gemeente in het Colombiaanse departement Risaralda. De gemeente bevindt zich in een vallei tussen de Cordillera Occidental in het westen en de Cordillera Central in het oosten en telt 30.095 inwoners (2005). Door La Virginia stromen de rivieren Risaralda en Cauca.
Apía · Balboa · Belén de Umbría · Dosquebradas · Guática · La Celia · La Virginia · Marsella · Mistrató  · Pereira · Pueblo Rico · Quinchía · Santa Rosa de Cabal · Santuario